# Principatul Transilvaniei (1711-1867)
Principatul Transilvaniei (în germană Fürstentum Siebenbürgen, iar în maghiară Erdélyi Nagyhercegség; după 1765, Marele Principat al Transilvaniei — în germană Großfürstentum Siebenbürgen, iar în maghiară Erdélyi Nagyfejedelemség) a fost, începând cu anul 1711, o țară constituentă a Monarhiei Habsburgice, care a cucerit, treptat, după 1699, fostul Principat autonom al Transilvaniei, vasal Imperiului Otoman. În 1804 a devenit o țară componentă a Imperiului Austriac. În această perioadă nu a mai existat un principe al Transilvaniei separat, titlul fiind adăugat la pleiada de titluri ale monarhului habsburgic, care a domnit prin guvernatori numiți direct. Țara a păstrat o adunare legislativă cu puteri limitate și o largă autonomie administrativă acordată fiecărei regiuni componente. 
Imnul acestei provincii autonome a fost Doamne, păzește-l pe împăratul Francisc, începând de la 1826.
Monarhii habsburgici, acționând ca monarhi absoluți, au manevrat în politica internă transilvăneană pentru a asigura componentei catolice o pondere cât mai însemnată, atrăgând de partea sa o parte a grupului etnic românesc majoritar. Războaiele napoleoniene au răspândit naționalismul, apoi au izbucnit tensiuni interetnice, manifestate în Revoluția din 1848 care s-a soldat cu masacre și cu lupte grele pe teritoriul Principatului. Acesta a dispărut în 1867, prin includerea în partea maghiară a Imperiului Austro-Ungar.

## Instaurarea dominației habsburgice
În urma Marelui Război Otoman, în care otomanii asediaseră Viena, dar au fost în cele din urmă învinși de o alianță creștină, trupele habsburgice au ocupat în 1690 Transilvania, care anterior era vasală otomanilor. Principele Mihai Apafi I i-a recunoscut autoritatea împăratului Leopold I, care și-a asumat rolul de conducător al Principatului prin Diploma leopoldină din 1691. Succesorul lui Apafi, Mihai Apafi al II-lea, a încercat să recupereze titlul, dar, căzut prizonier, a cedat funcția cu totul lui Leopold în 1696. După o înfrângere decisivă a otomanilor pe Tisa, noul împărat Carol al VI-lea a acceptat pacea, anexând teritoriile deja ocupate. Nobilii maghiari s-au opus dominației habsburgice în Răscoala lui Rákóczi, în contextul mai larg al izbucnirii Războiului Succesiunii Spaniole, dar au fost învinși în 1711, când s-a semnat pacea de la Satu Mare, prin care autoritatea directă a lui Leopold a fost recunoscută în schimbul unei amnistii generale.
Din acel moment, Principatul Transilvaniei a devenit una din componentele monarhiei de Habsburg. Titlul de principe al Transilvaniei a fost de atunci atributul exclusiv al monarhului Habsburg, care guverna provincia prin intermediul unui guvernator numit direct. Din 1765, în urma insistențelor Dietei transilvane dominate de nobili maghiari, titlul a fost transformat în Mare Principat, printr-o diplomă în care se declara că provincia „nu este supusă niciunui alt regat sau altei stăpâniri”, dar se reafirma că „este cârmuită de propriile sale legi, magistrate și instituții și administrată de guvernatorul și consiliul provincial sub supravegherea noastră”. În toată această perioadă însă, autonomia principatului s-a diminuat, iar Dieta nu mai era decât o cameră de înregistrare⁠(d) a deciziilor imperiale.

## Istorie

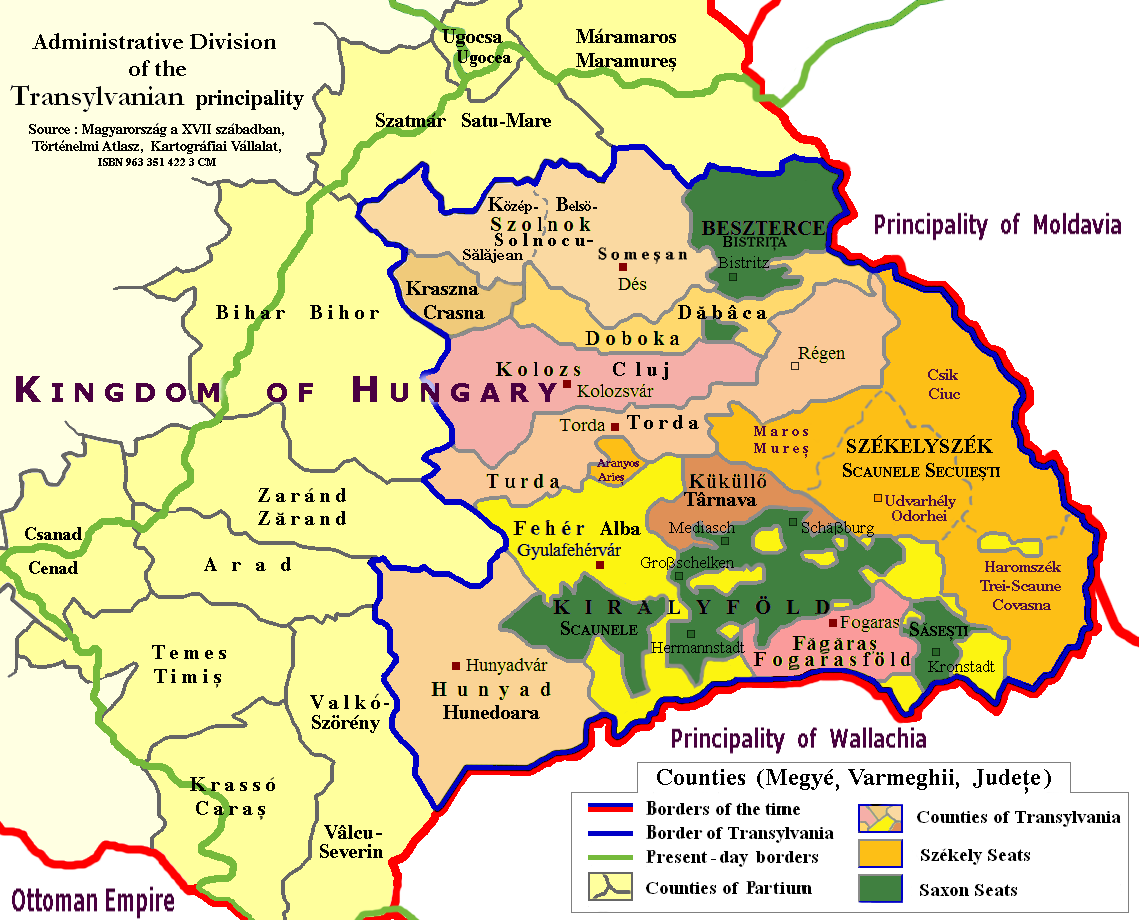
Organizarea teritorială a Principatului Transilvaniei, până în 1711

Principatul era unul multietnic, în care însă predominau etnicii români, în cea mai mare parte țărani ce munceau alături de țărani maghiari minoritari, pe domeniile nobililor maghiari. Puterea politică a fostului Principat a cărui autonomie a fost suprimată în 1711 era rezervată adepților religiilor recepte (catolicii, predominant secui maghiarofoni din est; reformații calvini din rândul cărora făceau parte în majoritate nobilii maghiari; sașii luterani; și unitarienii, o mică minoritate protestantă din sânul comunității secuiești). Ortodoxia (practicată de etnicii români majoritari) și iudaismul (practicat de evrei) aveau statut de religie tolerată (care nu avea drepturi politice, dar nici nu era activ persecutată). Aranjamentul era unul foarte tolerant față de standardele vremii în Europa Centrală, unde un stat avea de cele mai multe ori o singură astfel de religie oficială, celelalte fiind activ prigonite. În trecut, reformații încercaseră să atragă românii ortodocși spre grupul lor prin prozelitismul unor misionari, dar și prin acțiuni ca cea a lui Gabriel Bethlen, care încercase deschiderea unui mare colegiu reformat la Aiud, în care să se predea și în limba română; sau cele ale principesei Zsuzsanna Lorántffy, stăpână a Cetății Făgărașului, văduva principelui Gheorghe Rákóczi I, care înființase prima școală românească (de nivel mediu) la Făgăraș (înființată prin diploma din 3 aprilie 1657), școală funcționând sub patronajul principesei.
Având în vedere acestea, habsburgii catolici, puternici adversari ai Reformei Protestante, au fost nevoiți să manevreze cu grijă în politica transilvăneană, cu atât mai mult cu cât puterile protestante Anglia și Țările de Jos se oferiseră drept protectoare ale Transilvaniei multiconfesionale. Cu consimțământul Sfântului Scaun și al multor preoți și ierarhi ortodocși mai ales din nordul Transilvaniei, s-a dus la capăt în 1716 un proiect început încă înainte de anexare, și anume formarea unei biserici greco-catolice, în care se practica ritul bizantin, dar care se afla sub autoritatea ecleziastică a Romei. Aceasta a conferit drepturi politice și sociale multor etnici români, care acum aveau chiar ocazia de a studia în universitățile catolice din Imperiu, lărgind considerabil baza socială a catolicismului în detrimentul cultelor protestante, chiar dacă și numărul acestora a fost suplimentat prin strămutarea în zonă a landlerilor protestanți din Austria.
În timp, stimulate și de măsurile împăratului Iosif al II-lea, un monarh luminat care simpatiza cu românii, a luat naștere o puternică mișcare de emancipare culturală a etnicilor români, denumită Școala Ardeleană, precum și mișcări pentru drepturi politice, manifestate prin petiția Supplex Libellus Valachorum Transsilvaniae. Pe plan social, țăranii, predominant români, s-au răsculat în frunte cu Horea, Cloșca și Crișan în 1784, cerând desființarea iobăgiei, de către împăratul Iosif al II-lea al Austriei, care a dispărut, de jure, însă abia în 1848, în condiții favorabile nobililor. După Răscoala din 1784 și, mai ales, după Revoluția Franceză și Războaiele Napoleoniene însă, regimul politic a căpătat un puternic caracter reacționar.
Din punct de vedere politic, Dieta ardeleană nu a fost suprimată, dar puterile ei au fost drastic reduse, Habsburgii înscriindu-se în epoca absolutismului luminat. În timpul Războaielor Napoleoniene, în 1804 Imperiul Habsburgic a devenit Imperiul Austriac, iar Dieta a dorit ca Marele Principat să devină un regat al Imperiului printre altele, dar entitatea a rămas la rangul de mare principat, pe care îl primise în 1765. Deși învins, ideile lui Napoleon au contribuit în toată Europa la dezvoltarea naționalismelor, care s-au manifestat în timpul revoluției de la 1848. Atunci, Principatul a devenit teatrul unor lupte sociale. Maghiarii răsculați au revendicat teritoriul pentru o Ungarie independentă, dar iacobinismul lor i-a îndepărtat pe românii majoritari, care au sfârșit prin a se alia cu forțele imperiale împotriva maghiarilor, ceea ce a dus la sfârșitul revoluției.
Imperiul era însă slăbit, și nu a putut face față războiului cu Prusia din 1866. În urma acestuia, împăratul Franz Joseph de Habsburg a acceptat organizarea posesiunilor sale în „dubla-monarhie” a Austro-Ungariei: a acceptat împărțirea imperiului în două entități, teritoriul Transilvaniei fiind acordat Țărilor Coroanei Sfântului Ștefan, în cadrul cărora Principatul a fost desființat cu totul: Dieta a fost absorbită de Parlamentul de la Budapesta, iar teritoriul său a fost apoi împărțit în 16 noi comitate. Ultimul guvernator, Louis Folliot de Crenneville, a fost fiul unui imigrant francez.

## Administrație și teritoriu
Principatul a avut ca nucleu Principatul Transilvaniei în întinderea sa istorică, plus comitatele Sătmar și Maramureș.
Capitalele Transilvaniei au fost, rând pe rând, Alba Iulia/Gyulafehérvár/Karlsburg, Sibiu/Nagyszeben/Hermannstadt, apoi Cluj/Kolozsvar/Klausenburg. În 1784, Marele Principat, până atunci împărțit în nouă comitate și numeroase scaune secuiești și săsești, a fost reorganizat de către împăratul Iosif al II-lea al Austriei în zece Bezirke (districte): Broos/Orăștie, Dees/Dej, Hermannstadt/Sibiu, Karlsburg/Alba Iulia, Klausenburg/Cluj, Kronstadt/Brașov, Neumarkt/Târgu Mureș, Nösnerland/Țara Năsăudului, Schomenland/Țara Someșului (?), Szeklersland/Ținutul Secuiesc, unități administrative lipsite de autonomie, subordonate statului habsburgic.
Legea din aprilie 1848 a Revoluției ungare a proclamat încorporarea Marelui Principat al Transilvaniei la Ungaria, dar după ce revoluția maghiară a fost zdrobită, Transilvania a revenit sub conducerea austriacă, fiind pusă sub conducere militară timp de mai mulți ani, iar Constituția din martie (1849) a Austriei a definit Principatul Transilvaniei ca fiind o țară a coroanei austriece, în întregime independentă de Ungaria.
În urma compromisului austro-ungar din 1867, începând din 1876, Marele Principat al Transilvaniei a fost împărțit în 15 comitate / județe ("varmeghii") :
- Comitatul Alba de Jos, în germană Komitat Unterweißenburg, iar în maghiară Alsó-Fehér vármegye,
- Comitatul Bistrița-Năsăud, în germană Komitat Bistritz-Naszód, iar în maghiară Besztercze-Naszód vármegye,
- Comitatul Brașov, în germană Komitat Kronstadt, iar în maghiară Brassó vármegye,
- Comitatul Făgăraș, în germană Komitat Fogaras, iar în maghiară Fogaras vármegye,
- Comitatul Sălaj, în germană Komitat Szilágy, iar în maghiară Szilágy vármegye,
- Comitatul Trei Scaune, în germană Komitat Háromszék, iar în maghiară Háromszék vármegye,
- Comitatul Hunedoara, în germană Komitat Hunyad, iar în maghiară Hunyad vármegye,
- Comitatul Cluj, în germană Komitat Klausenburg, iar în maghiară Kolosz vármegye,
- Comitatul Târnava Mică, în germană Komitat Klein-Kokelburg / Komitat Kleinkokelburg, iar în maghiară Kis-Küküllö vármegye,
- Comitatul Târnava Mare, în germană Komitat Groß-Kokelburg / Komitat Großkokelburg, iar în maghiară Nagy-Küküllö vármegye,
- Comitatul Sibiu, în germană Komitat Hermannstadt, iar în maghiară Szeben vármegye,
- Comitatul Mureș-Turda, în germană Komitat Maros-Torda, iar în maghiară Maros-Torda vármegye,
- Comitatul Solnoc-Dăbâca, în germană Komitat Szolnok-Doboka /  Komitat Innerszolnok, iar în maghiară Szolnok-Doboka vármegye (Innerszolnok),
- Comitatul Turda-Arieș, în germană Komitat Torda-Aranyos, iar în maghiară Torda-Aranyos vármegye,
- Comitatul Odorhei, în germană Komitat Udvarhely, iar în maghiară Udvarhely vármegye.

Împărații Habsburgi au domnit ca regi apostolici ai Ungariei în formula juridică numită uniune personală. Guvernarea lor era reprezentată de un guvernator. Habsburgii purtau și titlul de Mare Principe al Transilvaniei chiar și după dizolvarea Marelui Principat al Transilvaniei (din 1867 până în 1918). Următorii monarhi au purtat acest titlul:
- Maria Theresia (1765–1780)
- Iosif al II-lea (1780–1790)
- Leopold al II-lea (1790–1792)
- Francisc I (1790–1835)
- Ferdinand I (1835–1848)
- Francisc Iosif I (1848–1867/1916)
- Carol I (1916-1918)

## Demografie
| Anul | Total      | Români | Maghiari și secui | Germani |
| ---- | ---------- | ------ | ----------------- | ------- |
| 1720 | 806.221    | 49,6%  | 37,2%             | 12,2%   |
| 1730 | ~725.000   | 57,9%  | 26,2%             | 15,1%   |
| 1765 | ~1.000.000 | 55,9%  | 26%               | 12%     |
| 1784 | 1.440.986  | -      | -                 | -       |
| 1790 | 1.465.000  | 50,8%  | 30,4%             | -       |
| 1835 | -          | 62,3%  | 23,3%             | 14,3%   |
| 1850 | 2.073.372  | 59,1%  | 25,9%             | 9,3%    |